# Polyboea vulpina
Polyboea vulpina är en spindelart som beskrevs av Tord Tamerlan Teodor Thorell 1895. Polyboea vulpina ingår i släktet Polyboea och familjen vårdnätsspindlar. Inga underarter finns listade i Catalogue of Life.